# Sebastián Aguilera Brenes
Sebastián Aguilera Brenes (Chihuahua, Chihuahua, 10 de junio de 1995) es un político, abogado y deportista mexicano, miembro del partido Movimiento Regeneración Nacional. Fue diputado federal para el periodo de 2018 a 2021. Actualmente se desempeña como Director de Participación Ciudadana en el gobierno municipal de Ciudad Juárez, Chihuahua

## Reseña biográfica
Sebastián  Aguilera Brenes es originario de la ciudad de Chihuahua, Chihuahua. Se dedicó a la práctica de la natación, participando como representante de México en eventos internacionales como el Campeonato Mundial Junior de Natación en 2013 en Dubái, Emiratos Árabes Unidos y en el Campeonato Centroamericano y del Caribe de Natación en Panamá en donde ganó la medalla de bronce en la prueba de 100 metros dorso.
Es abogado por la Universidad Autónoma de Chihuahua y actualmente cursa la maestría en Administración Pública en la misma universidad. 
Fue elegido diputado federal por la vía plurinominal a la LXIV Legislatura en 2018, a los 23 años edad, siendo por tanto el diputado más joven para dicha legislatura. En la Cámara de Diputados es secretario de la comisión de Deporte, e integrante de la comisión de Derechos Humanos y de la comisión de Juventud y Diversidad Sexual.